# 유엔 안전 보장 이사회 결의 제25호
유엔 안전 보장 이사회 결의 제25호는 1947년 5월 22일 채택되었다. 이사회는 이탈리아의 유엔 가입 신청을 신규 회원국 가입 위원회에 연기하였다.
결의안 제25호는 10대 0으로 통과되었다. 오스트레일리아는 기권하였다.

## 같이 보기
- 유엔 안전 보장 이사회 결의 제109호